# Cagnes-sur-Mer

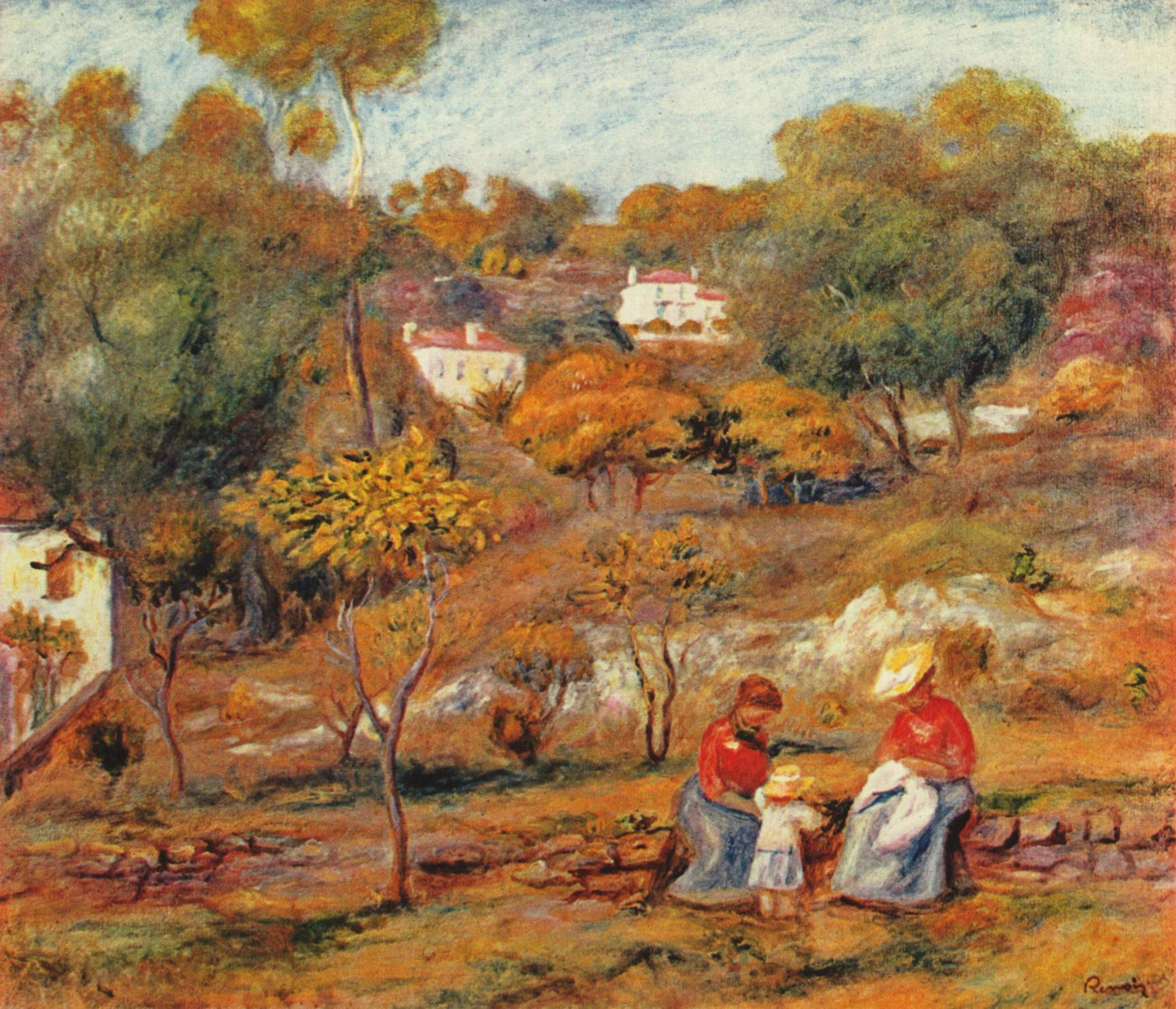
Krajobraz Cagnes na obrazie Renoira

Cagnes-sur-Mer – miejscowość i gmina we Francji, w regionie Prowansja-Alpy-Lazurowe Wybrzeże, w departamencie Alpy Nadmorskie.
Według danych na rok 1990 gminę zamieszkiwały 40 902 osoby, a gęstość zaludnienia wynosiła 2279 osób/km² (wśród 963 gmin regionu Prowansja-Alpy-W. Lazurowe Cagnes-sur-Mer plasuje się na 16. miejscu pod względem liczby ludności, natomiast pod względem powierzchni na miejscu 537.).
Cagnes składa się z dwóch części: średniowiecznego, okolonego murami Haut-de-Cagnes na wzgórzu i nowego Cagnes-sur-Mer bliżej morza. Serce Haut-de-Cagnes to forteca Grimaldich z końca XIII w. przebudowana na elegancką rezydencję. Urocze patio z krużgankami dodaje przyciężkiej budowli włoskiego wdzięku. Mieści Muzeum Sztuki Współczesnej, Drzewa Oliwnego oraz galerię 48 portretów artystki kabaretowej Suzy Solidor. Główną ulicą średniowiecznego Cagnes jest częściowo biegnąca w arkadowym tunelu Rue du Pontis-long, przy której znajduje się La Gaulette – najstarszy dom z 1315 r. przypominający domek dla lalek.
W roku 1907 sprowadził się tu i zamieszkał wraz z rodziną w posiadłości Les Collettes Auguste Renoir, już wówczas chory na reumatyzm i odczuwający potrzebę przeniesienia się w miejsce ciepłe i słoneczne. Powstało tu wiele dzieł artysty, a jego dom był miejscem często odwiedzanym przez jego przyjaciół i znajomych. Renoir umarł tutaj 3 grudnia 1919 roku. W jego domu mieści się obecnie Muzeum.
W mieście znajduje się stacja kolejowa Gare de Cagnes-sur-Mer.

## Miasta partnerskie
- Pasawa, Niemcy